# Les Anarchistes (groupe)
Pour les articles homonymes, voir Les Anarchistes.
Les Anarchistes est un groupe italien de folk rock. Le groupe musical entrepris en 2001 par Nicola Toscano et Max Guerrero avec quelques musiciens et chanteurs du nord de la Toscane et du sud de la Ligurie, en particulier de la ville de Carrara.

## Histoire
Le nom du groupe, qui reprend le titre de la chanson homonyme de Léo Ferré, énonce explicitement le thème fondamental des textes, à savoir l'anarchie, déclinée avant tout à travers la revisitation de chansons populaires issues de la tradition anarchiste locale et nationale.
Depuis leurs débuts discographiques en 2002 avec l'album Figli di origine oscura, Les Anarchistes s'imposent parmi les meilleurs nouveaux venus de la scène musicale italienne, notamment en remportant le prix Ciampi 2002 du meilleur premier album, et en donnant des concerts dans toute l'Italie.
Le deuxième album du groupe, La musica nelle strade! sort en 2005, et est en partie enregistré dans la prison de Volterra avec La Compagnia della Fortezza dirigée par Armando Punzo, accompagné d'un livret intitulé La musica nelle strade Canti di libertà nell'era della biopolitica écrit par Marco Rovelli, chanteur et compositeur du groupe, qui présente le parcours conceptuel de l'album dans une clé essayiste et philosophique, à savoir les lieux d'emprisonnement comme métaphore de la société contemporaine. La prison de Volterra est également le lieu de tournage de l'œuvre vidéo/artistique Muss es sein, Music! sur la chanson intense de Léo Ferré Muss es sein? Es muss sein! réalisé par Antonia Moro. La même année, ils entament une tournée.
De nombreux artistes de renom ont contribué aux deux albums du groupe comme, entre autres, Raiz, Antonello Salis, Giovanna Marini, Moni Ovadia, Blaine L. Reininger des Tuxedomoon, Erri De Luca, Petra Magoni, Steve Conte, Lucariello (it), Mauro Avanzini. 
En 2007, Marco Rovelli quitte le groupe et est remplacé par la chanteuse Cristina Alioto, qui quitte à son tour le groupe en 2009.
Avec la nouvelle formation, ils enregistrent en 2008 l'album Pietro Gori, un hommage au penseur et poète anarchiste Pietro Gori.
En 2010, ils enregistrent la chanson La Follia, avec l'acteur et réalisateur Pippo Delbono. Cette chanson est incluse dans le film Amore Carne de Delbono lui-même, présenté en compétition dans la section Orizzonti au Festival international du film de Venise 2011. Outre Les Anarchistes, la bande-son comprend des musiques originales de Laurie Anderson, Michael Galasso et Alexander Bălănescu.
Le 30 mai 2017, Nicola Toscano décède d'une hémorragie cérébrale. Le 21 août 2021, Alessandro Danelli, voix du groupe, perd la vie dans un accident de scooter sur l'île d'Elbe. 

## Discographie

### Albums studio
- 2002 : Figli di origine oscura (Storie di note)
- 2005 : La musica nelle strade! (Storie di note)
- 2008 : Pietro Gori (La Voce Umana)